# José Carlos de Figueiredo
José Carlos de Figueiredo (Lisboa, 1773 — Lisboa, 12 de setembro de 1843) foi um engenheiro militar do Exército Português, que se destacou no campo da cartografia, sendo um dos pioneiros da moderna cartografia militar em Portugal.

## Biografia
Ingressou em 1789 no Real Corpo de Engenheiros, tendo completado o curso da Academia Real de Fortificação, Artilharia e Desenho, com distinção, a 27 de junho de 1795. Terminado o curso foi despachado segundo-tenente do Real Corpo de Engenheiros a 4 de dezembro de 1796.
No contexto da Guerra das Laranjas, participou, em 1801, sob as ordens de Gomes Freire de Andrade na campanha contra as forças espanholas no Alentejo.
Em 1807 foi nomeado para servir na província da Beira, onde foi encarregado de fazer o estudo geográfico e demográfico visando a divisão de distritos para milícias e ordenanças na Província da Beira, do que se desimcumbiu com plena satisfação de quem o encarregou.
No período conturbado que resultou das invasões francesas de Portugal, em 1810, já como capitão do Real Corpo de Engenheiros, no contexto da Setembrizada foi acusado de partidário das ideias do liberalismo e de pertencer à Maçonaria. Juntamente com outros acusados, foi detido no Forte de São Julião da Barra por ordem da Regência do Reino, de onde foram deportados para a ilha Terceira, para onde embarcaram a 16 de setembro de 1810, na fragata Amazona, tendo chegado a Angra no dia 26 de setembro. Coube a José Carlos de Figueiredo e a outros, como presídio, o Convento de São Francisco, naquela cidade.
Entretanto, por ordem do príncipe-regente D. João dada no Rio de Janeiro aos 23 de janeiro de 1813, como dupla punição, foi-lhe passada a reforma no posto de capitão do Regimento de Milícias de Tondela. Contudo, no ano seguinte (1814), em sinal de regozijo pela queda de Napoleão Bonaparte, o príncipe-regente concedeu ampla amnistia a todos os prisioneiros políticos no Reino, notícia que apenas chegou a Angra em 1815. José Carlos foi colocado em liberdade e reintegrado ao serviço militar, não tendo, entretanto, recebido autorização para retornar ao Reino.
Permaneceu nos Açores onde o capitão-general Aires Pinto de Sousa Coutinho, conhecendo a sua experiência no levantamento geográfico das Beiras, o encarregou de proceder ao estudo estatístico da ilha de Santa Maria e da inspecção das fortificações ali existentes. Desta missão resultou um interessante relatório com a descrição topográfica da ilha.
Após essa experiência de reconhecimento da ilha de Santa Maria, foi encarregado, tendo como ajudante António Homem da Costa Noronha, de realizar uma campanha de reparação e melhoria das fortificações da ilha Terceira nos anos de 1818 e 1819. Daí enveredou pelos levantamentos cartográficos, matéria em que foi pioneiro e para a qual manifestou particular aptidão.
Em seguida foi encarregado de diversas missões de estudo, tais como as fortificações para defesa das ilhas e da elaboração de um plano para um molhe na ilha Terceira (com raiz no Porto das Pipas na baía de Angra). O seu desempenho agradou de tal modo que, a 18 de maio de 1818, foi promovido a major e, a 13 de maio de 1820, a tenente-coronel graduado, adido ao Real Corpo de Engenheiros como galardão aos serviços prestados nas Ilhas dos Açores.
Empenhado na causa liberal desde cedo, participou activamente na revolta liberal de Angra, em 1 de abril de 1821, e foi um dos oficiais presos, em 4 de abril em 1821, na sequência do contra-golpe que resultou no morte do ex-capitão-general Francisco António de Araújo e Azevedo e na reposição no poder do capitão-general Francisco de Borja Garção Stockler.
Naquela revolta, desencadeada pela chegada à Terceira da notícia do movimento liberal de 1 de março de 1821 na ilha de São Miguel, que fora recebida com alegria pelos deportados da Amazona, sobretudo por José Carlos de Figueiredo, pelo desembargador Alexandre Gamboa Loureiro e pelo juiz de fora Eugénio Dionísio de Mascarenhas Grade. Estes, com outros liberais exilados e alguns aderentes terceirenses, cogitaram imediatamente em seguir o exemplo de São Miguel e convidaram para chefiar o movimento o ex-capitão general dos Açores Francisco António de Araújo e Azevedo, antecessor do capitão general Francisco de Borja Garção Stockler, que sabiam não ser adverso à causa e o único que poderia ter influência na tropa.
Tendo o general Araújo aceitado a proposta, na noite de 1 de abril de 1821, quando se fazia a recolha da patrulha na Fortaleza de São João Baptista, entraram ali de surpresa, prenderam o governador da praça e convencem a tropa a aderir ao movimento. Stockler, sem aquele reduto, capitulou. Porém, a 3 de abril, uma contra-revolução, organizada por Stcokler, levou à morte a tiro do general Araújo. No dia 4 de abril todos os implicados no movimento foram presos na fortaleza sob a mais rigorosa incomunicabilidade.
Demitido Stockler a 11 de agosto de 1821, por decisão das Cortes Gerais e Extraordinárias da Nação Portuguesa, foi posto em liberdade e reintegrado no serviço.
Por portaria de 3 de janeiro de 1822, expedida pela Secretaria de Estado dos Negócios da Guerra, foi encarregado de proceder ao reconhecimento militar das ilhas de São Miguel, Santa Maria, Terceira, Graciosa e São Jorge. Em execução dessa ordem, entre 7 de setembro de 1821 e 4 de agosto de 1823 integrou a Comissão de Cartas Militares e Topográficas das Ilhas dos Açores, elaborando as primeiras cartas modernas de algumas das ilhas dos Açores e diversos mapas estatísticos sobre a demografia e produções das ilhas.
Com esta comissão, fez o reconhecimento militar das ilhas de São Miguel, Terceira, Graciosa e São Jorge, em 1822 e em 1823. Em 1823 foi encarregado de fazer o levantamento das cartas militares topo-hidrográficas das ilhas de Santa Maria, São Miguel. Até ser extinta e mandada regressar a Lisboa em 1823, a Comissão concluiu a carta militar topográfica da ilha de São Miguel (publicada por Luiz da Silva Mouzinho de Albuquerque nas suas Observações sobre a ilhas de São Miguel) e a da ilha de Santa Maria e estava a terminar as do Faial e de São Jorge (cartas que seriam depois concluídas por António Homem da Costa Noronha). Estavam também realizados os trabalhos preparatórios para a carta da ilha Terceira. Simultaneamente recolheu elementos necessários para a organização da estatística de todas as ilhas dos Açores.
Após o fim da missão cartográfica, passou a comandar as estruturas de apoio, incluindo o laboratório de artilharia, do Castelo de São João Baptista. Em 1828 foi autorizado a regressar a Lisboa e nomeado director das pontes militares de Punhete e Abrantes.
Com a reviravolta política e a vitória do miguelismo em 1830 é novamente perseguido, desta feita pelo governo absolutista de D. Miguel. Tendo sido passado mandato para a sua captura, a polícia foi à sua residência para prendê-lo, tendo ele se escusado à ordem alegando estar impossibilitado de andar devido a um forte ataque de reumatismo agudo. Tendo os polícias retirado, voltaram pouco depois insistindo na voz de prisão. José Carlos continuou a alegar o seu precário estado de saúde, compromete-se a entregar-se à prisão, logo que o pudesse fazer. Os agentes não acreditam e José Carlos apresenta atestados médicos, conseguindo assim demorar por algum tempo a captura. A polícia insiste na sua prisão. Sem conseguir afastar a captura iminente, oficia a 4 de novembro de 1830 argumentando: "(...) só me consta de que não é por crime que eu tenha cometido, o que é verdade, mas sim por medida de segurança pública o que me dá também direito a asilar-me por medida da minha segurança particular." Desse modo, em princípios de 1831 refugiou-se na Inglaterra. Quando se tem conhecimento da sua fuga no Ministério da Guerra, consideram-no como desertor em tempo de paz.
Permaneceu na Inglaterra até 3 de maio de 1831, data em que embarca com rumo à ilha Terceira a bordo do navio Jack-o'-Lantern, onde desembarca em 20 de maio. Apresentou-se na Secretaria do Estado da Guerra, na cidade de Angra, tendo em seguida, por proposta do brigadeiro-general Sebastião Drago Valente de Brito Cabreira, assumido a 14 de julho de 1831 o comando do Corpo Militar dos Engenheiros nas ilhas dos Açores.
Não acompanhou o Exército Libertador para Ponta Delgada, tendo permanecido em Angra. Foi provido a coronel graduado em 1832, sendo enviado pelo prefeito Costa Refoios, em 11 de maio de 1833, a Lisboa para expor ao governo a situação das ilhas dos Açores. Ficou em Lisboa, sendo promovido a coronel efectivo a 25 de setembro de 1833 e enviado para a direcção das obras de fortificação da cidade do Porto.
Com a vitória liberal foi nomeado a 3 de novembro de 1834 governador interino da Praça de Elvas. Como era cartista, foi separado do Exército durante o regime da revolução de Setembro (1836-1838) vindo a ser reintegrado e promovido a brigadeiro em 1842. Faleceu pouco depois, a 12 de setembro de 1843.

## Obras publicadas
- Defesa do Tenente Coronel Engenheiro José Carlos de Figueiredo, contra as calunias em que é atacada a sua honra no folheto intitulado O verdadeiro imparcial dos sucessos da Ilha Terceira
- "Descripção da Ilha de Sancta Maria por José Carlos de Figueiredo, Tenente Coronel d'Engenheiros, que em 1815 ali foi em Comissão". in revista Insulana, vol. XVI (2º semestre), 1960. p. 205-225.
- "Carta Militar e Topo-Hydrographica da Ilha de S. Miguel levantada e desenhada em 1824 pelo Tenente Coronel Engº Joze Carlos de Figueiredo". in Mouzinho de Albuquerque, Luiz da Silva. Observações sobre a Ilha de S. Miguel recolhidas pela commissão enviada a mesma ilha em Agosto de 1825, e regressada em Outubro de mesmo anno, por Luiz da Silva Mousinho de Albuquerque e seu ajudante Ignacio Pitta de Castro Menezes. Lisboa: Impressão Régia, 1826. (reeditado em versão fac-simile pela Câmara Municipal da Povoação, Açores, 1989)
- Observações sobre a ilha de S. Miguel recolhidas pela comissão enviada à mesma ilha em Agosto de 1825..., Lisboa, Imprensa Régia, 1826.